# Мостовское (Варгашинский район)
Мостовско́е (до 1958 г. Мара́йское) — село Варгашинского района Курганской области, административный центр Мостовского сельсовета.

## География
Село расположено на берегу озера Мостовское (ранее озеро Марай) и реки Марай, в 49 км к северу от пгт Варгаши.
Село Мостовское является административным центром Мостовского сельсовета.
Общая площадь населённого пункта 1400 га.
Жилая застройка села представляет собой селитебное образование, вытянутое вдоль восточного берега озера Мостовское с севера на юг, как бы огибая его, с запада на восток вдоль ул. Маяковского, а также с севера на юг вдоль улицы Горького. Застройка кварталов преимущественно одноэтажная усадебная, в основном некапитальными (деревянными) домами. В центре села, вдоль улицы Советская, имеется участок секционной жилой застройки. Большая часть участков располагается вдоль главных улиц Советская, Горького, Маяковского. Жилая зона села занимает 107 га, то есть 7,0 % общей площади.

### Часовой пояс
Мостовское, как и вся Курганская область, находится в часовой зоне МСК+2. Смещение применяемого времени относительно UTC составляет +5:00.

## Историческая справка
Относительно момента основания слободы Марайской нет единогласия. Одни исследования относят время её основания к 1756 году, другие — приблизительно к 1745 г. Основателем слободы Марайской является Никифор Никитин Низовитин (1677—1764 гг.). В 1763 году в слободе Марайской проживало 149 душ мужского пола и 190 душ женского пола.
В 1770 году по указу Ялуторовской канцелярии в Марайскую слободу переехали крестьяне деревень Заложной, Першиной и Мостовой, слобод Усть-Суерской, Иковской, Белозерской.
В 1848—57 годах значительное число людей переселилось в Марайскую волость Курганского уезда Тобольской губернии из Европейской части Российской империи. Квартал переселенцев с 1857 по 1897 год являлся отдельным населённым пунктом, назывался выселок Марайский, впоследствии вновь включён в состав слободы.
В июне 1918 года установлена белогвардейская власть.
22 августа 1919 года красные полки переправились через р. Тобол у с. Белозерское. С 24 августа 1919 года началось общее отступление белых войск 2-й армии генерала Н. А. Лохвицкого, по всему фронту. К утру 24 августа 1919 года белая 3-я Оренбургская казачья бригада оставив свои арьергарды у с. Марайское (ныне Мостовское) и с. Заложинского отходили главными силами южнее с. Старопершино. Их должны были сменить на позиции части 2-й Сибирской казачьей дивизии, чей штаб остановился в д. Мал. Молотово (ныне Яблочное), 4-й Сибирский казачий полк расположился в дд. Бол. Молотово и Нюхалово (ныне Заозерная). 25 августа 1919 года, белые 4-й и 5-й Сибирские казачьи полки, в массовом порядке отказались исполнять боевой приказ и выступать на позиции, для смены казаков-оренбужцев. Командующий 2-й армией генерал Лохвицкий, узнав о неисполнении боевого приказа и митинге, распорядился срочно вывести оба полка в тыл для проведения расследования. Когда стало известно об отводе полков в тыл сразу 106 казаков, принимавших наиболее активное участие в митинге, дезертировали. К вечеру 26 августа 1919 года 263-й Красноуфимский полк занял д. Молотово и с. Мостовское (ныне Мал. Мостовское). Красный 264-й Верхнеуральский полк в этот день двигался через дд. Боровское и Нюхалово в с. Марайское и д. Старопершино. К вечеру 28 августа 1919 года 262-й Красноуфимский полк 30-й стрелковой дивизии занял дд. Старопершино, Баженово, с. Дмитриевское.
1 сентября 1919 года началась последняя крупная наступательная операция Русской Армии адмирала А. В. Колчака. Ночью 25 сентября 1919 года красные полки 1-й бригады И. К. Грязнова оставили занимаемые ими позиции по р. Кизак и начали отступать на р. Суерь: 263-й Красноуфимский полк отходил к с. Мостовское, 262-й Красноуфимский полк — к д. Середкино, 264-й Верхнеуральский полк — к д. Шумилова. С утра 27 сентября 1919 года два батальона 263-го Красноуфимского полка и 2-й Уральский кавдивизион, выступили из д. Отставная на д. Бол. Молотово, где по сведениям разведки находились прорвавшиеся казаки генерала Мамаева. Из д. Бол. Молотово стали наступать на с. Марайское, двигавшийся в авангарде красный 3-й батальон попал под фланговый огонь и был вынужден отойти в д. Нюхалово. После полудня, собрав все силы в кулак, два батальона 263-го Красноуфимского полка, развернувшись в цепи, начали наступать на с. Марайское. Не принимая штыкового боя белые отошли в направлении на с. Михайловское и д. Лапушки. В этом бою, 263-й Красноуфимский полк потерял убитыми командира 3-го батальона Крылесова (?), командира 4-й роты Комаревского и 17 красноармейцев. 28 сентября 1919 года 263-й Красноуфимский полк из д. Молотово перешел в наступление и на белый 14-й Уфимский полк с казачьей бригадой Мамаева, нанеся им большие потери. Чтобы вывести свои части из-под глубокого флангового удара, комбриг Грязнов приказал начать отступление. Первым оставил д. Молотово и начал отход 263-й Красноуфимский полк. Он должен был прикрыть дороги для отступления других полков бригады на с. Шмаковское и д. Баитово.
В ночь на 14 октября 1919 года, красные перешли в наступление по всему фронту. 18 октября наступление красной 30-й дивизии в стык белых 4-й Уфимской и 12-й Уральской дивизий, заставив их отходить к с. Носковскому и д. Нюхалово. Здесь саперы 12-го Уральского инждивизиона стали спешно создавать укрепленный узел на линии д. Нюхалово — с. Марайское, а также укреплять отдельные промежутки у с. Заложинского. 20 октября части красной 1-й бригады Грязнова вновь перешли в наступление. 263-й Красноуфимский полк выступил из с. Боровское. На подходе к Кордону (в 11 километрах по дороге на д. Нюхалово), белая застава открыла по шедшим по дороге красноармейцам пулеметный огонь, заставив их остановиться. Тогда, боец конной разведки 263-го полка Прокофьев Д. С. и командир взвода 8-й роты Пестряков Илья Николаевич бросились вперед и меткой стрельбой ранили белого пулеметчика. Догнав уезжавшую пулемётную повозку, они развернули в сторону врага пулемет системы «Кольт» и открыли стрельбу по казакам 6-го Исетско-Ставропольского полка, шедшим под командованием есаула Донских, на помощь отступающему белому арьергарду. Здесь же в повозке, было захвачено 6 пулеметных лент и 3 винтовки. Попав под пулеметный огонь, казаки стали отступать и увлекли за собой двигавшийся по дороге из д. Нюхалово белый 45-й Урало-Сибирский полк полковника Капитонова. Колонна белой пехоты стала в беспорядке бежать. Лишь в районе с. Заложное офицерам удалось остановить своих солдат и заставить их начать окапываться. Тем временем, преследуя отступивших белых, 263-й Красноуфимский полк подошел к опушке леса западнее д. Нюхалово, где попал под артиллерийский огонь и остановился. Здесь, оборонялся белый 47-й Тагильско-Челябинский полк (2 батальона, 4 роты по 20 штыков, 2 офицера и 1 юнкер). Его правый фланг севернее д. Мал. Молотово, прикрывали две сотни 3-го Уфимо-Самарского казачьего полка. Сосредоточились в лесу западнее д. Нюхалово, красноармейцы попытались атаковать белые позиции, но были отбиты огнем артиллерии. Когда стемнело, красные двинулись вдоль опушки Заложинского леса, выходя в промежуток между д. Нюхалово и с. Заложинское, где находились белый 45-й Урало-Сибирский полк и Отдельный Учебный морской батальон, а южнее села располагался весь 3-й Уфимо-Самарский казачий полк. В резерве, в с. Марайском находился белый 48-й Туринский полк (60 штыков) и дивизион 6-го Исетско-Ставропольского казачьего полка. Ближе к полуночи, красноармейцы 263-го Красноуфимского полка вновь атаковали д. Нюхалово с севера. Первым в атаку бросился командир отделения 9-й роты 263-го полка Игнашин Иван Иванович, увлекая за собой остальных красноармейцев. Вскоре весь левый фланг белой обороны был сбит. Решив задержать атакующих и спасти положение, два белых батальона двинулись в обход левого фланга наступавших красных цепей. Их заметил командир взвода 7-й роты 263-го полка Перевозчиков Алексей Федорович. Не ожидая приказа, он с бойцами, по своей инициативе атаковал обходную колонну белых, обратив её в бегство. Таким образом, был сбит другой фланг позиции белой пехоты. После этого, не стал держаться и центр. После боя белый 47-й Тагильско-Челябинский полк оставил позиции и отошёл на восток. В бою было взято в плен 17 белых солдат. 21 октября 263-й Красноуфимский полк выступил из д. Нюхалово по дороге на с. Марайское, где в 500 метрах западнее села, занимал позицию белый 47-й Тагильско-Челябинский полк (155 штыков). При подходе, красноармейцы развернулись в цепи. Атаковать пришлось по открытой местности, двигаясь вперед без выстрелов и перебежек. Пройдя около 3 километров под огнем, красные цепи ворвались в село. При этом, помощник командира взвода 8-й роты Николай Иванович Моисеев, наступая во главе своего взвода, был контужен в самом начале боя, но продолжал участвовать в атаке, за что был награждён золотыми часами. Раненный в голову, остался в строю и командир отделения 8-й роты Григорий Михайлович Баранов. По хранящимся в Мокроусовском районном музее сведениям, начальником белой батареи у с. Марайского был местный уроженец Шорин Иван из с. Мостовское. Он умышленно давал неверный прицел на батарею, делая перелет снарядов. Это помогло красноармейцам наступать. При захвате села, случайно был убит 6-летний Сергей, сын умершего крестьянина Федота Санина. Одновременно 262-й Красноуфимский полк выступил из д. Нюхалово по дороге на д. Молотово, где держал оборону белый 46-й Исетско-Златоустовский полк (180 штыков). В ходе третьей атаки дд. Бол. и Мал. Молотово были взяты. Части 12-й Уральской дивизии не стали контратаковать и отошли на позицию в 1,5 — 2 километрах восточнее с. Марайского и д. Бол. Молотово. К вечеру 22 октября 1919 года, получив приказ об отступлении и оставив восточнее с. Марайское в прикрытие 3-ю Оренбургскую казачью бригаду, все части белой 12-й Уральской дивизии стали отступать через д. Барнаул и д. Старопершино, переходя на восточный берег р. Суерь. С утра 23 октября, 263-й Красноуфимский полк выступил из с. Марайское и вскоре прошел д. Мал. Мостовское. Прикрывавшая здесь отход белая 3-я Оренбургская казачья бригада, отступила на д. Одино.
В 1919 году образован Марайский сельсовет.
Постановлениями ВЦИК от 3 и 12 ноября 1923 года в составе Курганского округа Уральской области РСФСР образован Марайский район с центром в с. Марайское из Марайской, Мостовской, части Михайловской и Шмаковской волостей.
Постановлениями ВЦИК от 1 января 1932 года Марайский район упразднён.
Решением Курганского облисполкома от 8 апреля 1949 года центр Мостовского района перенесён из с. Мостовского в с. Марайское.
Указом Президиума Верховного Совета РСФСР от 31 июля 1958 года с. Марайское переименовано в с. Мостовское, а существующее с. Мостовское — в Малое Мостовское, переименованы были и сельсоветы.
Указом Президиума Верховного Совета РСФСР от 1 февраля 1963 года Мостовской район упразднён.
В годы Советской власти жители села работали в колхозе им. Кирова, после 1963 года — колхоз «Рассвет».

## Церковь
Строительство первого деревянного храма в слободе Марайской велось тщанием прихожан, и было в закончено к лету 1763 года. 26 июля 1763 года выдан антиминс. Церковь во имя Богоявления Господня была освящена 20 декабря 1763 года Ялуторовским заказчиком Епифанием Ярцевым по благословенной грамоте Преосвященного Павла Митрополита Тобольского и Сибирского. В 1788 году к Богоявленской церкви был заложен тёплый придел во имя Рождества Пресвятой Богородицы, после чего церковь стала двухпрестольной. Храм представлял собой деревянное одноэтажное здание, крытое тёсом в две теснины, с деревянной колокольней.
Возведение в слободе Марайской второй церкви, заменившей прежнюю, пришедшую в ветхость, относится к концу 1820-х годов. Окончательно храм был достроен на средства прихожан в 1830 году. Храм был деревянный, одноэтажный, с деревянной колокольней, трехглавый, с железными крестами и такими же решётками в окнах. Престолов в нём было устроено два: в 1830 году освящен престол во имя Рождества Богородицы в теплом приделе, а вскоре был освящен и главный престол во имя Богоявления Господня в главном холодном храме. Здание это 30 декабря 1861 года от неисправности отопления сгорело. В пожаре погибла большая часть колоколов и некоторые иконы, но иконостасы и утварь были спасены.
По указу Тобольской духовной консистории от 9 февраля 1862 года прихожанами был построен временный деревянный молитвенный дом из трёх комнат. В одной из них отправлялось Богослужение до сооружения нового храма, в другой хранилось оставшееся от пожара имущество, третья комната использовалась для обучения крестьянских детей грамоте и жительства сторожей. Сохранившиеся колокола временно были повешены на столбах. Здание это позже использовалось для размещения сельского приходского училища и существовало до 1894 года.

Первая Марайская сельскохозяйственая выставка в сентябре 1924 года. Слева видна Петропавловская (Богоявленская) церковь.

Каменная трехпрестольная церковь в селе Марайском заложена 29 июня 1863 года благочинным Курганских окружных церквей священником Никитой Розановым при содействии местных священников. 7 сентября 1870 года благочинным Курганского округа, священником Елошанской церкви, Константином Рычковым был освящен престол во имя Богоявления Господня на правой стороне теплого придела, где был временно установлен старый, оставшийся от сгоревшей церкви и исправленный, иконостас. Окончательно одноэтажный храм с колокольней в одной связи был построен на средства прихожан в 1872 году. В 1877 году на пожертвования прихожан был устроен величественный иконостас в холодном Петро-Павловском храме, а к 1881 году на их же средства были изготовлены два новых иконостаса для теплой церкви. Главный престол во имя Первоверховных апостолов Петра и Павла освящен 28 июня 1882 года, а к 1885 году освящен и престол во имя Рождества Пресвятой Богородицы на левой стороне теплого придела. В 1886 году на средства прихожан была выстроена каменная церковная ограда с воротами и железными решетками, утверждёнными в мраморных столбах, по углам которой с северо-западной стороны устроена сторожка, а с юго-западной каменная кладовая. К 1889 году ограда и здания при ней покрыты железом и оштукатурены. К 1892 году внутреннее пространство храма было расписано, а в следующем году приобретен колокол весом 97 пудов, изготовленный по заказу в г. Гатчине. В Марайской церкви имелась резная икона Святителя и Чудотворца Николая, почитаемая прихожанами.
Церковь в с. Марайском Мостовского района была закрыта решением Челябинского облисполкома в 1938 году, в здании разместились мастерские автоколонны.
В начале 1990-х годов устроена временная церковь Богоявления Господня в приспособленном старом деревянном двухэтажном доме.

### Приход
В XVIII — начале XIX вв. состав прихода неоднократно менялся и к 1829 году состоял, кроме самой слободы, из деревень: Молотовой, Нюхаловой, Большой и Малой Заложных, Обменовой, Рямовой, Песьяной, Носковой и Травной. После отделения в 1860-е годы самостоятельных Носковского и Заложинского приходов Марайский приход включал, кроме слободы, деревни: Мало-Молотову, Больше-Молотову, Нюхалову и Барнаульскую. С 1857 по 1897 год в приходе, кроме того, числится выселок Марайский.

## Население
| 1763  | 1782  | 1795  | 1816  | 1850  | 1858  | 1868  |
| ----- | ----- | ----- | ----- | ----- | ----- | ----- |
| 289   | ↘288  | ↗330  | ↗397  | ↗613  | ↗731  | ↘623  |
| 1893  | 1912  | 1926  | 1939  | 1959  | 1989  | 2002  |
| ↗825  | ↗1020 | ↗1426 | ↗1629 | ↗2175 | ↘2045 | ↘1742 |
| 2006  | 2010  |       |       |       |       |       |
| ↗1808 | ↘1544 |       |       |       |       |       |

Национальный состав
- По переписи населения 2002 года проживало 1742 человека, из них русские — 94 %.
- По данным переписи 1926 года проживало 1426 человек, из них русские — 1418 человек, белорусы — 6 человек (национальность в источнике указана только для первых 2 национальностей по численности населения).

## Общественно-деловая зона
- В селе Мостовское общепоселковый центр располагается в центральной части.
- Здание администрации сельсовета находится на ул. Советская.
- Почта и аптека совмещены в одном здании, дом культуры совмещен с библиотекой.
- В центральной части села также находятся общеобразовательная школа, детский сад, банк.
- Магазины равномерно распределены по территории села и располагаются в северной, восточной и центральной частях.
- В 1965 установлен обелиск землякам, погибшим в годы Великой Отечественной войны, ныне на нём фамилии семи земляков, погибших в 1921 году от рук белобандитов: Андреев Г. Д., Гарусенко А. М., Гладков В. П., Корельцев Г. Г., Газаров М. М., Сутягин Ф. А., Юдина Г. И. Обелиск, увенчан пятиконечной звездой[10].
  - Слева от обелиска установлена стилизованная стела в форме знамени, к которой примыкает красная звезда. У основания памятника установлены плиты с фамилиями земляков, погибших в Великой Отечественной войне[11].
- Два кладбища на территории села Мостовское расположены в границах села, в северо-восточной его части и в юго-восточной части жилой застройки
- В восточном направлении на расстоянии 230 м от границы с. Мостовское размещен скотомогильник № 27-015. В границы санитарно-защитной зоны от этого объекта попадает часть жилой застройки с. Мостовское.

### Учреждения образования
- В с. Мостовское имеется одно дошкольное общеобразовательное учреждение: МДОУ «Мостовской детский сад» на 55 мест. Основан в 1937 году[12]. Одноэтажное здание расположено по ул. М. Горького, 36.
- В с. Мостовское функционирует одно муниципальное казённое общеобразовательное учреждение «Мостовская средняя общеобразовательная школа» на 640 мест. Новое здание средней школы построено 1981 г. Трехэтажное кирпичное здание расположено по адресу ул. Гоголя, 5. Первая школа (сельское начальное училище) в с. Мостовском была открыта 1 сентября 1863 года. Здание школы находилось на том месте, где стоит сейчас детский сад. Учащихся в школе на 1 января 1909 года. было 40 мальчиков и 12 девочек[13]. В 1928 году здание школы было сломано и на его месте построено новое здание (открыта 1 сентября 1929 года). В 1932 году была открыта 7-летняя школа крестьянской молодежи. Располагалась она в двух, затем в трёх зданиях. В 1939 году построено здание средней школы.
- С сентября 1933 года в с. Марайском был организован детский дом школьного типа. Первым его директором был В. Г. Кретинин. Детский дом существовал до 1936 года, а потом был переведен в д. Нюхалова.
- В селе Мостовское сельсовета расположено 1 пожарное депо на два пожарных автомобиля.

### Учреждения культуры
В с. Мостовское находится дом культуры на 300 мест. Здание расположено по адресу ул. М. Горького, 42. В здании клуба имеется библиотека на 17 мест.

### Здравоохранение
Медицинскую помощь населению оказывает Варгашинская ЦРБ Мостовское отделение и поликлиника расположенные в с. Мостовском, ул. Советская, 78. В селе имеется фармацевтическое учреждение — аптечный пункт.

## Экономика

### Объекты торговли
По данным администрации Мостовского сельсовета на 01.01.2011 г. функционирует 12 учреждений торговли, в том числе 2 непродовольственных учреждений торговли и 10 универсальных учреждений торговли.

### Промышленный комплекс
- ООО «ХПП Мостовское», ранее ООО «Рассвет», приём, хранение, реализация зерновых, технических и прочих сельскохозяйственных культур.
- Цех ООО «Новые технологии», изготовление насосов для нефтеперерабатывающего оборудования.
- ООО «КурганРыбИнвест», выпечка хлеба.
- Варгашинское ДРСУ, ремонт и строительство дорог.
- ООО «Термогаз», обслуживание сетей теплоснабжения.

### Водоснабжение и водоотведение
Централизованное водоснабжение на территории отсутствует. Население пользуются собственными источниками (шахтными колодцами, скважинами). Объекты соцкультбыта обеспечиваются водой также из индивидуальных источников. В с. Мостовское расположено 2 скважины, одна из скважин работает на объекты культурно-бытового обслуживания, другая — для населения.

### Теплоснабжение
Организация, эксплуатирующая системы теплоснабжения на территории с. Мостовское — МУП «Мостовские тепловые сети», в их ведомстве находится 3 котельные. Система централизованной подачи тепла в застройку в населённом пункте развита слабо, процент охвата жилой застройки централизованным теплоснабжением составляет 5 %, общественной застройки — 100 %. Теплотрассы от котельных подводятся к 2-этажным многоквартирным домам, детскому саду, клубу, школе.

### Электроснабжение
Электроснабжение осуществляется от электроподстанции ПС «Мостовская». Подстанция запитана воздушными линиями электропередач высокого напряжения ВЛ 110 кВ от энергосистемы Мокроусовского района Курганской области.

### Газоснабжение
Мостовской сельсовет централизованной системой подачи природного газа не обеспечен. Все желающие пользуются сжиженным газом в баллонах.

## Транспортная инфраструктура
- Основу транспортного каркаса составляет автомобильная дорога «Варгаши — Мостовское — Крутихинское», 37 ОП МЗ 37 Н — 0302, IV техническая категория, покрытие асфальтовое, связывающая с. Мостовское с административным центром и автомобильной дорогой федерального значения Р-254 «Иртыш», что благоприятно влияет на доступность территории.
- Начертание уличной сети села не имеет четкой структуры, это связано с наличием естественной преграды (оз. Мостовское), территория села расположена к северу и востоку от поверхности озера. Основными улицами в жилой застройке являются ул. М. Горького, ул. Лесная, ул. Гагарина, ул. Чкалова, ул. Гоголя, ул. Комсомольская, ул. Мелиоративная. Главные улицы Советская, Маяковская, Пушкина обеспечивают связь жилых территорий с общественным центром. Основная часть улиц села имеет твердое покрытие. Состояние покрытия не соответствует нормативам, требуется капитальный ремонт, асфальтирование.
- Общая протяжённость улиц и дорог с. Мостовское составляет 29,00 км.
- Плотность улично-дорожной сети 1,76 км/км².

## Известные жители

### Первопоселенцы
Сказка о государственных черносошных крестьянах, раскольниках и разночинцах Ялуторовского дистрикта. РГАДА дело 350-2-4196 (Ревизская сказка Марайской слободы, 1762 год). Список глав семей:
- Никифор Никитин сын Низовитин
- Лука Иванов сын Доможиров
- Василий Иванов сын Епанчинцев
- Елисей Калинин сын Мехнин
- Никифор Екимов сын Рыбин
- Матфей Евдокимов сын Шумков
- Иван Юрьев сын Шорин
- Андрей Тимофеев
- Сава Андреев сын Мергенев
- Федот Федоров сын Кабанов
- Григорий Федоров сын Кабанов
- Василий Михайлов сын Кормин
- Андрей Павлов сын Сараев
- Осип Иванов сын Тотмин
- Борис Лукин сын Сутягин
- Потап Антонов сын Пятников
- Тимофей Иванов сын Урванцев
- Мартемьян Яковлев сын Семейкин
- Осип Григорьев сын Шорин
- Оксен Степанов сын Медведев
- Михайло Герасимов сын Шихалев
- Матфей Игнатьев сын Урванцев
- Филипп Петров сын Куликов
- Василий Кондратьев сын Корельцов
- Яков Иванов сын Просеков
- Степан Лентьев сын Назаров
- Диян Петров сын Яшкин
- Федор Григорьев сын Суслов
- Фрол Калинин сын Мехнин
- Артемий Нефедов сын Шорин
- Семен Иванов сын Осин
- Василий Васильев сын Епанчинцев
- Игнатий Васильев сын Речкин
- Осип Иванов сын Корюкин
- Панкратий Иванов сын Медведев
- Козьма Лукин сын Сутягин
- Василий Фролов сын Пеганов
- Сидор Алексеев сын Каргапольцев
- Наум Андреев сын Мергенев